# Каракушеній-Ной
Каракушеній-Ной (рум. Caracuşenii Noi) — село в Молдові в Бричанському районі. Входить до складу комуни, центром якої є село Берлінць.
Переважна більшість населення - етнічні українці. Згідно з переписом населення 2004 року у селі проживало 464 українці (85%).

## Населення

### Національність
Розподіл населення за національністю за даними перепису 2014 року:
| Мова             | Відсоток |
| ---------------- | -------- |
| українці         | 84,98%   |
| молдовани/румуни | 12,64%   |
| росіяни          | 1,83%    |
| інші             | 0,54%    |

| Молдова | Це незавершена стаття з географії Молдови. Ви можете допомогти проєкту, виправивши або дописавши її. |